# Raúl Ruidíaz
Raúl Mario Ruidíaz Misitich (Lima, 25 juli 1990) is een Peruviaans voetballer die doorgaans als aanvaller speelt. Hij verruilde Seattle Sounders in 2025 voor Atlético Grau. Ruidíaz debuteerde in 2011 in het Peruviaans voetbalelftal.

## Carrière
Ruidíaz doorliep vanaf zijn achtste de jeugdopleiding van Universitario. Dat verhuurde hem daarna aan U América voor hij op 4 oktober 2009 debuteerde in het eerste elftal, tijdens een met 2–1 gewonnen wedstrijd in de Primera División, thuis tegen Total Chalaco. Hij kreeg direct een basisplaats. Hij droeg dat seizoen drie doelpunten verdeeld over negen competitiewedstrijden bij aan het winnen van het landskampioenschap.
Ruidíaz speelde 66 wedstrijden in de Peruviaanse Primera División voor hij die in januari 2012 verruilde voor de Chileense. Daarin won hij met Universidad de Chile ook direct de Apertura van 2012. Hij droeg hieraan bij door in vijftien wedstrijden acht doelpunten te maken. Daarnaast was hij degene die de beslissende strafschop benutte in de finale van de play-offs, tegen O'Higgins.
Ruidíaz vertrok na een halfjaar in Chili naar Coritiba, op dat moment actief in de Série A. Hier kwam hij in negen maanden tot acht (gedeeltelijke) wedstrijden. De Braziliaanse club verhuurde hem daarop in 2013 negen maanden en geheel 2014 aan Universitario. Hij keerde in januari 2015 definitief terug naar Peru door Coritba transfervrij te verlaten voor Melgar. Ruim zes maanden later tekende hij opnieuw bij Universitario.

## Clubstatistieken
| Seizoen     | Club                 | Competitie       | Competitie | Competitie | Competitie | Beker | Beker | Beker | Internationaal | Internationaal | Internationaal | Totaal | Totaal | Totaal |
| Seizoen     | Club                 | Competitie       | Wed.       | Dlp.       | Ass.       | Wed.  | Dlp.  | Ass.  | Wed.           | Dlp.           | Ass.           | Wed.   | Dlp.   | Ass.   |
| ----------- | -------------------- | ---------------- | ---------- | ---------- | ---------- | ----- | ----- | ----- | -------------- | -------------- | -------------- | ------ | ------ | ------ |
| 2009        | America Cochahuayco  | Liga 2           | 11         | 3          | 5          | 0     | 0     | 0     | —              | —              | —              | 11     | 3      | 5      |
| Club Totaal | Club Totaal          | Club Totaal      | 11         | 3          | 5          | 0     | 0     | 0     | 0              | 0              | 0              | 11     | 3      | 5      |
| 2009        | Universitario        | Primera División | 9          | 3          | 0          | 0     | 0     | 0     | —              | —              | —              | 9      | 3      | 0      |
| 2010        | Universitario        | Primera División | 35         | 7          | 4          | 0     | 0     | 0     | 2              | 0              | 0              | 37     | 7      | 4      |
| 2011        | Universitario        | Primera División | 22         | 3          | 3          | 0     | 0     | 0     | 6              | 4              | 0              | 28     | 7      | 3      |
| Club Totaal | Club Totaal          | Club Totaal      | 66         | 13         | 7          | 0     | 0     | 0     | 8              | 4              | 0              | 74     | 17     | 7      |
| 2011/12     | Universidad de Chile | Primera División | 15         | 8          | 1          | 0     | 0     | 0     | 9              | 0              | 0              | 24     | 8      | 1      |
| Club Totaal | Club Totaal          | Club Totaal      | 15         | 8          | 1          | 0     | 0     | 0     | 9              | 0              | 0              | 24     | 8      | 1      |
| 2012        | Coritiba             | Série A          | 8          | 0          | 1          | 0     | 0     | 0     | —              | —              | —              | 8      | 0      | 1      |
| Club Totaal | Club Totaal          | Club Totaal      | 8          | 0          | 1          | 0     | 0     | 0     | 0              | 0              | 0              | 8      | 0      | 1      |
| 2013        | → Universitario      | Primera División | 39         | 21         | 8          | 0     | 0     | 0     | —              | —              | —              | 39     | 21     | 8      |
| 2014        | → Universitario      | Primera División | 25         | 14         | 3          | 10    | 4     | 3     | 6              | 1              | 1              | 41     | 19     | 7      |
| Club Totaal | Club Totaal          | Club Totaal      | 130        | 48         | 18         | 10    | 4     | 3     | 14             | 5              | 1              | 154    | 57     | 22     |
| 2015        | Melgar               | Primera División | 14         | 2          | 3          | 6     | 3     | 1     | —              | —              | —              | 20     | 5      | 4      |
| Club Totaal | Club Totaal          | Club Totaal      | 14         | 2          | 3          | 6     | 3     | 1     | 0              | 0              | 0              | 20     | 5      | 4      |
| 2015        | Universitario        | Primera División | 13         | 12         | 0          | 0     | 0     | 0     | 2              | 1              | 1              | 15     | 13     | 1      |
| 2016        | Universitario        | Primera División | 9          | 10         | 1          | 0     | 0     | 0     | —              | —              | —              | 9      | 10     | 1      |
| Club Totaal | Club Totaal          | Club Totaal      | 152        | 70         | 19         | 10    | 4     | 3     | 16             | 6              | 2              | 178    | 80     | 24     |
| 2016/17     | Monarcas Morelia     | Liga MX          | 34         | 20         | 1          | 0     | 0     | 0     | —              | —              | —              | 34     | 20     | 1      |
| 2017/18     | Monarcas Morelia     | Liga MX          | 38         | 20         | 3          | 1     | 1     | 0     | —              | —              | —              | 39     | 21     | 3      |
| Club Totaal | Club Totaal          | Club Totaal      | 72         | 40         | 4          | 1     | 1     | 0     | 0              | 0              | 0              | 73     | 41     | 4      |
| 2018        | Seattle Sounders     | MLS              | 16         | 13         | 1          | 0     | 0     | 0     | —              | —              | —              | 16     | 13     | 1      |
| 2019        | Seattle Sounders     | MLS              | 26         | 15         | 5          | 0     | 0     | 0     | 2              | 0              | 0              | 28     | 15     | 5      |
| 2020        | Seattle Sounders     | MLS              | 22         | 14         | 4          | 0     | 0     | 0     | —              | —              | —              | 22     | 14     | 4      |
| 2021        | Seattle Sounders     | MLS              | 27         | 17         | 0          | 0     | 0     | 0     | 9              | 5              | 1              | 36     | 22     | 1      |
| 2022        | Seattle Sounders     | MLS              | 18         | 9          | 2          | 0     | 0     | 0     | —              | —              | —              | 18     | 9      | 2      |
| 2023        | Seattle Sounders     | MLS              | 21         | 5          | 1          | 0     | 0     | 0     | 3              | 0              | 0              | 24     | 5      | 1      |
| 2024        | Seattle Sounders     | MLS              | 28         | 8          | 0          | 2     | 0     | 0     | 2              | 0              | 0              | 32     | 8      | 0      |
| Club Totaal | Club Totaal          | Club Totaal      | 158        | 81         | 13         | 2     | 0     | 0     | 16             | 5              | 1              | 176    | 86     | 14     |
| TOTAAL      | TOTAAL               | TOTAAL           | 430        | 204        | 46         | 19    | 8     | 4     | 41             | 11             | 3              | 490    | 223    | 53     |

## Interlandcarrière
Ruidíaz debuteerde op 1 juni 2011 in het Peruviaans voetbalelftal. Dat speelde die dag een oefeninterland in en tegen Japan (0–0). Hij kwam in de 67e minuut in het veld als vervanger van Jefferson Farfán. Ruidíaz was met Peru actief op de Copa América 2011 en de Copa América Centenario. Zijn ploeggenoten en hij werden in 2011 derde. Op de Copa América Centenario was de kwartfinale het eindstation. Hij mocht twee keer invallen tijdens het WK 2018.

## Erelijst
| Competitie                | Aantal        | Jaren         |               |               |
| Universitario             | Universitario | Universitario | Universitario | Universitario |
| ------------------------- | ------------- | ------------- | ------------- | ------------- |
| Kampioen Primera División | 2x            | 2009, 2013    |               |               |
| Universidad de Chile      |               |               |               |               |
| Primera División          | 1x            | 2012 Apertura |               |               |

3 Arreaga ·
5 Tolo ·
6 Paulo ·
7 C. Roldan ·
9 Ruidíaz ·
10 Lodeiro ·
12 Montero ·
13 Morris ·
14 Adeniran ·
16 A. Roldan ·
17 Bruin ·
18 Rusnák ·
21 Baker-Whiting ·
22 Rowe ·
23 Chú ·
24 Frei ·
25 Ragen ·
26 Thomas ·
28 Y. Andrade ·
30 Cleveland ·
73 O. Vargas ·
75 Leyva ·
84 Atencio ·
87 Ocampo-Chávez ·
92 A. Cissoko ·
94 Medranda ·
99 D. Teves ·
Coach: Schmetzer
1 Gallese ·
2 Rodriguez  ·
3 Corzo ·
4 Santamaria ·
5 Araujo ·
6 Trauco ·
7 Hurtado ·
8 Cueva ·
9 Guerrero ·
10 Farfán ·
11 Ruidíaz ·
12 Cáceda ·
13 Tapia ·
14 Polo ·
15 Ramos ·
16 Cartagena ·
17 Advíncula ·
18 Carrillo ·
19 Yotún ·
20 Flores ·
21 Carvallo ·
22 Loyola ·
23 Aquino ·
Coach: Gareca